# Campeonato Mundial de Ciclismo em Pista de 1986
O LXXXIII Campeonato Mundial de Ciclismo em Pista celebrou-se em Colorado Springs (Estados Unidos) entre 6 e 9 de agosto de 1986 baixo a organização da União Ciclista Internacional (UCI) e a Federação Estadounidense de Ciclismo.
As competições realizaram-se no Velódromo 7-Eleven USOTC da cidade estadounidense. Ao todo disputaram-se 14 provas, 12 masculinas (5 profissionais e 7 amador) e 2 femininas.

## Medalhistas

### Masculino profissional
| Evento                 | Ouro                        | Prata                               | Bronze                     |
| ---------------------- | --------------------------- | ----------------------------------- | -------------------------- |
| Velocidade individual  | Koichi Nakano · Japão       | Hideyuki Matsui · Japão             | Nobuyuki Tawara · Japão    |
| Perseguição individual | Anthony Doyle · Reino Unido | Hans-Henrik Ørsted · Dinamarca      | Jesper Worre · Dinamarca   |
| Carreira por pontos    | Urs Freuler · Suíça         | Michel Vaarten · Bélgica            | Stefano Allocchio · Itália |
| Keirin                 | Michel Vaarten · Bélgica    | Dieter Giebken · Alemanha Ocidental | Urs Freuler · Suíça        |
| Meio fundo             | Bruno Vicino · Itália       | Constant Tourné · Bélgica           | Giovanni Renosto · Itália  |

### Masculinoamador
| Evento                  | Ouro                                                                          | Prata                                                                              | Bronze                                                                                      |
| ----------------------- | ----------------------------------------------------------------------------- | ---------------------------------------------------------------------------------- | ------------------------------------------------------------------------------------------- |
| Velocidade individual   | Michael Hübner · Alemanha Oriental                                            | Lutz Heßlich · Alemanha Oriental                                                   | Ralf-Guido Kuschy · Alemanha Oriental                                                       |
| Perseguição individual  | Viacheslav Yekimov · União Soviética                                          | Gintautas Umaras · União Soviética                                                 | Dean Woods · Austrália                                                                      |
| Perseguição por equipas | Tchecoslováquia · Pavel Soukup · Aleš Trčka · Svatopluk Buchta · Teodor Černý | Alemanha Oriental · Steffen Blochwitz · Dirk Meier · Bernd Dittert · Roland Hennig | União Soviética · Viacheslav Yekimov · Alexandr Krasnov · Viktor Manakov · Gintautas Umaras |
| 1 km contrarrelógio     | Maic Malchow · Alemanha Oriental                                              | Martin Vinnicombe · Austrália                                                      | Jens Glücklich · Alemanha Oriental                                                          |
| Carreira por pontos     | Dão Frost · Dinamarca                                                         | Olaf Ludwig · Alemanha Oriental                                                    | Leonard Nitz · Estados Unidos                                                               |
| Meio fundo              | Mario Gentili · Itália                                                        | Luigi Bielli · Itália                                                              | Roland Königshofer · Áustria                                                                |
| Tándem                  | Tchecoslováquia · Vítězslav Vobořil · Roman Řehounek                          | Estados Unidos · Kit Kyle · David Lindsey                                          | Itália · Andrea Faccini · Roberto Nicotti                                                   |

### Feminino
| Evento                 | Ouro                                     | Prata                           | Bronze                             |
| ---------------------- | ---------------------------------------- | ------------------------------- | ---------------------------------- |
| Velocidade individual  | Christa Rothenburger · Alemanha Oriental | Erika Salumäe · União Soviética | Connie Paraskevin · Estados Unidos |
| Perseguição individual | Jeannie Longo · França                   | Rebecca Twigg · Estados Unidos  | Barbara Ganz · Suíça               |

## Medalheiro
| Ordem | País               | Medalha de ouro | Medalha de prata | Medalha de bronze | Total |
| ----- | ------------------ | --------------- | ---------------- | ----------------- | ----- |
| 1     | Alemanha Oriental  | 3               | 3                | 2                 | 8     |
| 2     | Itália             | 2               | 1                | 3                 | 6     |
| 3     | Tchecoslováquia    | 2               | 0                | 0                 | 2     |
| 4     | União Soviética    | 1               | 2                | 1                 | 4     |
| 5     | Bélgica            | 1               | 2                | 0                 | 3     |
| 6     | Dinamarca          | 1               | 1                | 1                 | 3     |
| 6     | Japão              | 1               | 1                | 1                 | 3     |
| 8     | Suíça              | 1               | 0                | 2                 | 3     |
| 9     | França             | 1               | 0                | 0                 | 1     |
| 9     | Reino Unido        | 1               | 0                | 0                 | 1     |
| 11    | Estados Unidos     | 0               | 2                | 2                 | 4     |
| 12    | Austrália          | 0               | 1                | 1                 | 2     |
| 13    | Alemanha Ocidental | 0               | 1                | 0                 | 1     |
| 14    | Áustria            | 0               | 0                | 1                 | 1     |
|       | TOTAL              | 14              | 14               | 14                | 42    |